# Dâmburile (okręg Kluż)
Dâmburile (węg. Dombokfalva) – wieś w Rumunii, w okręgu Kluż, w gminie Suatu. W 2011 roku liczyła 79 mieszkańców.